# Las Matas de Santa Cruz (kommun)
Las Matas de Santa Cruz är en kommun i Dominikanska republiken.   Den ligger i provinsen Monte Cristi, i den nordvästra delen av landet, 200 km nordväst om huvudstaden Santo Domingo. Antalet invånare i kommunen är cirka 11 000.
Följande samhällen finns i Las Matas de Santa Cruz:
- Las Matas de Santa Cruz